# La Révolte des pêcheurs
La Révolte des pêcheurs (Восстание рыбаков, Vosstaniye rybakov) est un film soviétique réalisé par Erwin Piscator, sorti en 1934. Ce film est l'adaptation au cinéma du roman d'Anna Seghers intitulé La Révolte des pêcheurs de Sainte-Barbara (Aufstand der Fischer von St. Barbara)

## Fiche technique
- Titre : La Révolte des pêcheurs
- Titre original : 	Восстание рыбаков (Vosstaniye rybakov)
- Titre anglais : Revolt of the Fishermen
- Réalisation : Erwin Piscator
- Scénario : Willy Döll, Georgiy Grebner
- Cinématographie : Mikhail Kirillov, Pyotr Yermolov
- Direction artistique : V. Kaplunovskiy
- Montage : M. Shitova
- Musique : N. Chemberdski, V. Fëre, Ferenc Szabó
- Pays d'origine :  Allemagne
- Producteurs : Mikhail Doller
- Société de production : Soyuzkino
- Durée : 97 minutes
- Format : Noir et blanc - 1,37:1 - Mono
- Dates de sortie : Union soviétique : 5 octobre 1934

## Distribution
- Aleksei Dikij
- Dmitri Konsovsky
- Nikolai Gladkov
- N. Izvolski
- F. Ivanov
- Yudif Glizer
- Vera Yanukova
- A. Safroshin
- Emma Tsesarskaya
- Vasili Kovrigin
- Sergei Martinson
- A. Davidovsky
- Konstantin Eggert
- M. Volsky